# Sikhotealinia zhiltzovae
Sikhotealinia zhiltzovae ist die bisher einzige beschriebene rezente Art der Käferfamilie der Jurodidae. Die Familie zählt zu der im Vergleich zu den anderen Unterordnungen der Käfer sehr ursprünglichen Gruppe der Archostemata. Bisher ist lediglich der Holotyp als einziges nachgewiesenes Exemplar bekannt. Er wurde im Sichote-Alin-Gebirge in der Region Primorje im Osten Russlands entdeckt und zunächst in eine eigene Familie Sikhotealiniidae gestellt. Kirejtshuk erkannte jedoch Ähnlichkeiten mit der fossil nachgewiesenen Art Jurodes ignoramus und stellte die Art in die Familie Jurodidae, in der sie heute die einzige rezente Art darstellt. Die Larven der Art sind unbekannt.

## Merkmale
Die Käfer haben eine Körperlänge von 6,3 Millimetern und eine Breite von 2,65 Millimetern. Ihr Körper ist leicht abgeflacht, die Oberfläche ist mit einem feinen, mittellangen Flaum überzogen und unbeschuppt. Der Kopf ist breiter als lang und verengt sich hinten zu einem Hals. Der Kopf ist ebenso mittellang, jedoch dicht mit Flaum bedeckt. Die leicht hervorstehenden Facettenaugen sind nahezu rund und unbehaart. Ihr Durchmesser beträgt etwa zwei Drittel der Höhe des Kopfes. Der Abstand der Fühler beträgt drei bis dreieinhalb mal so viel, wie der Durchmesser des Scapus. Die Fühler sind unregelmäßig perlschnurartig (moniliform) und haben elf Glieder, die alle mit feinem Flaum bedeckt sind. Die Fühlerglieder vergrößern sich zur Fühlerspitze nur geringfügig. Der Scapus ist etwa eineinhalb Mal länger als der Pedicellus, das dritte Segment ist gleich lang wie der Scapus, das vierte gleich lang wie der Pedicellus. Das fünfte bis zehnte Fühlerglied ist jeweils nur halb so lang wie der Scapus, das letzte Glied ist knollig und etwas länger als der Scapus. Die Stirnplatte (Clypeus) und das Labrum liegen frei und sind annähernd rechteckig mit abgerundeten Vorderecken. Die Mandibeln sind kräftig und haben eine gleichmäßige Schneidfläche ohne Zähnchen. Die Maxillarpalpen sind viergliedrig, das letzte Segment ist zylindrisch. Das Prementum, ein Sklerit am Labium ist groß und verdeckt die Maxillar- und Labialanhängsel. Die Oberseite des Kopfes trägt zwei flache, breite Erhebungen hinter den Fühlereinlenkungen. Die Stirn (Frons) trägt drei Punktaugen (Ocelli), eines mittig zwischen den Komplexaugen und zwei paarweise dahinter.
Das Pronotum (Vorderbrust) ist fast gleich breit wie der Kopf, aber deutlich schmaler als die Deckflügel. Am Sternum des Prothorax ist kein Fortsatz ausgebildet. Man kann die Notopleural- und Sternopleuralnaht erahnen.
Die Deckflügel tragen längs feine, dichten Punktreihen. Die Deckflügel sind im hinteren Drittel am breitesten. Das zweite, häutige Flügelpaar (Alae) ist gut entwickelt. Der Hinterleib hat sechs Ventrite (sichtbare bauchseitige Sklerite). Das erste Ventrit ist voll entwickelt und hat einen mittig liegenden Kiel, das letzte trägt parasagittal Einkerbungen.

## Systematik
Sikhotealinia zhiltzovae stimmt in allen überprüfbaren Merkmalen weitgehend mit den fossilen Vertretern der Jurodidae aus Kasachstan und China überein. Biogeographisch auffallend ist auch, dass die rezente Art immer noch im selben Areal lebt, aus dem auch alle fossilen Taxa beschrieben wurden. Von den anderen Archostemata unterscheidet sich die Art unter anderem im Geäder der Hinterflügel, das aber nicht, wie zunächst angenommen, dem einiger Vertreter der Polyphaga stark ähnelt, unter anderem besitzt der Flügel ein rudimentäres Pterostigma. Neuere phylogenetische Untersuchungen anhand morphologischer Merkmale platzieren die Familie Jurodidae, und damit die Art, sicher innerhalb der Archostemata, möglicherweise als primitivste noch lebende Käferart mit den meisten plesiomorphen Merkmalen.

## Belege